# Frauenstimmrecht in Liechtenstein
Das Frauenstimmrecht (Stimm- und Wahlrecht) auf Landesebene wurde im Fürstentum Liechtenstein durch eine Abstimmung der stimmberechtigten Männer am 29. Juni und 1. Juli 1984 eingeführt. Formell wurde das Frauenstimmrecht am 1. Juli 1984 wirksam.

## Vorgeschichte
In der Frühen Neuzeit waren Mitspracherecht und Mitbestimmungsrecht im öffentlichen Leben bei Männern und Frauen an Besitztum und Steuerpflicht geknüpft. Diese Rechte wurde nicht schriftlich festgehalten, sondern als Selbstverwaltungs- oder Gewohnheitsrecht ausgeübt. Im sehr ländlichen Liechtenstein organisierte sich das Gemeinwesen auf der Gemeindeebene. Im 19. Jahrhundert gingen diese Rechte durch neue Gesetzgebungen verloren. In der ersten landständischen Verfassung, die 1818 in Fürstentum Liechtenstein auf Grund der Deutschen Bundesakte erlassen wurde, war das Stimmrecht nur für Männer vorgesehen. Die einzige Ausnahme galt für Witwen, wenn sie als Haushaltsvorstand fungierten.
Im Jahr 1914 erschien eine kurze Nachricht über den Kampf der Suffragetten in England erstmals in einer liechtensteinischen Zeitung. In den elf Zeilen wurde der angeblich angerichtete Materialschaden der «Stimmrechtlerinnen» beziffert. Obwohl das aktive und passive Wahlrecht für Frauen sowohl in Deutschland als auch in Österreich im Jahr 1918 eingeführt wurde, verliefen die Diskussionen damals im liechtensteinischen Landtag ergebnislos. Zu dieser Zeit war es unziemlich für liechtensteinische Frauen, in der Öffentlichkeit – auch schriftlich nicht – in Erscheinung zu treten. Im Alltag waren Frauen durchaus präsent, sie hatten aber einem bestimmten Frauenbild zu entsprechen. Dies war katholisch-konservativ und von Mütterlichkeit und Fürsorglichkeit geprägt und liess keinen Raum für Mitsprache oder Mitbestimmung im öffentlichen Raum zu. Als die 1921 eingeführte Landesverfassung ein allgemeines Wahlrecht ausschliesslich für Männer enthielt, kam keine öffentliche Diskussion darüber auf.
Vor der Landtagswahl von 1957 wurde in einer parteinahen Landeszeitung an die Frauen appelliert, ihren Einfluss auf die Abstimmung ihrer männlichen Familienmitglieder auszuüben, aber ihre politische Gleichberechtigung wurde nicht ernsthaft thematisiert. Kurze Zeit später, im Jahr 1959, wurde die erste Schweizer Frauenstimmrechtsabstimmung erfolglos und ohne besondere Beobachtung in der liechtensteinischen Presse abgehalten.
Erst Mitte der 1960er Jahre wurde das Thema des Frauenstimmrechts in Liechtenstein – wie auch in der Schweiz – im Zusammenhang mit anderen politischen Entwicklungen wieder aktuell.
Im Oktober 1965 gründete Liechtenstein ein Jugendparlament, dem sowohl Männer als auch Frauen im Alter zwischen 16 und 30 Jahren angehören durften. Im ersten Jahr hatte das Parlament 123 Mitglieder, bei seiner Auflösung im Jahr 1969 nur noch 39 Mitglieder. Unter anderem wurde auch hier über die Einführung des Frauenstimmrechts diskutiert. Junge Liechtensteinerinnen, unter anderem die Pfadfinderinnen, machten sich für frauenemanzipatorische Themen stark.
Zwei Versuche einer Einführung des Frauenstimm- und -wahlrechts auf der Basis eines Landtagsbeschlusses wurden in den Jahren 1965 vom Landtagsabgeordneten und Vaduzer Bauunternehmer Roman Gassner und 1968 vom Landtagsabgeordneten und Rechtsanwalt Ernst Büchel vorgenommen. Beide Männer waren Mitglied einer jeweils anderen der alteingesessenen politischen Parteien, hatten auch die Unterstützung des Landtagsabgeordneten Otto Schaedler und des damaligen Regierungschefs Gerard Batliner gehabt. Trotz prinzipieller Befürwortung herrschte zu der Zeit Uneinigkeit über die richtige politische Vorgehensweise: Männerabstimmung oder Landtagsbeschluss.
Am 4. Juli 1968 durften Frauen an einem Referendum in Form einer Konsultativabstimmung teilnehmen und stimmten bei einer Beteiligung von 61 % mit einer knappen Mehrheit von 50,5 % für ihr Stimmrecht. Diese Meinungsumfrage wurde aber durch die deutliche Ablehnung der Männer (60,2 %; Stimmbeteiligung 56 %) mit einer Ablehnungsquote von 54,5 % negativ entschieden.
Ab 1969 gab Fürst Franz Josef II. mehrmals seine Befürwortung der Einführung des Frauenwahl- und -stimmrechts bekannt, auch wenn er politisch nichts Weiteres unternahm.

## Der Kampf um das Wahl- und Stimmrecht

### Erste Kampagne für Frauenrechte
Infolge der Niederlage von 1968 wurde am 7. November 1969 ein «Komitee für das Frauenstimmrecht» gegründet. (auch: Komitee fsr) Die Hauptinitiatorinnen Bernadette Brunhart (geb. Biedermann) und Elfriede Winiger (geb. Seger) waren damals beruflich als Sekretärinnen in der Landesverwaltung tätig. Das Komitee versuchte durch Diskussionsabende und aktive Mitarbeit in den politischen Parteien eine positive Wendung zu fördern. Dabei diente das in Liechtenstein vorherrschende und Tradition betonende Frauenbild, das auf weiblichem Charme und Hilfsbedürftigkeit fusste, weiterhin als Massstab. Zu kämpferischen Aktionen im Stil der international bekannten Suffragetten blieben Frauen in Liechtenstein zunächst auf Abstand. In der öffentlichen Diskussion kamen zu jener Zeit auch die rechtliche Stellung und gesellschaftliche Rolle von «eingeheirateten Ausländerinnen» im Rahmen einer breiteren Diskussion über die "Überfremdung" des Landes zur Sprache.

### Arbeitsgruppe für die Frau
Anlässlich des negativen Ausgangs der Volksabstimmung von 1971 formierte sich die «Arbeitsgruppe für die Frau», eine überparteiliche Organisation, die sich erst 1986 zugunsten später gegründeter Organisationen und nach Erreichung der politischen Gleichberechtigung im Jahr 1984 auflöste.
Das in den späteren Vereinsstatuten ausgedrückte Ziel «Erlangung einer sinnvollen Gleichberechtigung» widerspiegelt die vorsichtige Vorgehensweise der Arbeitsgruppe. Es herrschte Uneinigkeit darüber, ob die Frauen eine aktive Öffentlichkeitsarbeit betreiben oder eher im Hintergrund bleiben und politische Aktionen den Parteien überlassen sollten.

### Aktion Dornröschen (AD)
Acht Jahre nach dem negativen Ausgang der zweiten Volksabstimmung und nach der Einführung des Frauenstimmrechts auf Gemeindeebene in nur zwei der elf Gemeinden Liechtensteins wurde im Mai 1981 von Regina Marxer und Barbara Rheinberger die Aktion Dornröschen ins Leben gerufen.

### Männer für das Frauenstimmrecht (MfdF)
Im Jahr 1982 bekam die «Aktion Dornröschen» eine wichtige Unterstützung von zunächst 12 Männern, die einer persönlichen Einladung gefolgt waren, sich an öffentlichen Aktionen der Gruppe aktiv zu beteiligen.

## Erfolglose Volksabstimmungen

### Volksabstimmung 1971
Am 5. Oktober 1970 ging von der Fortschrittlichen Bürgerpartei (FBP) eine Verfassungsinitiative aus, und am 17. Dezember 1970 wurde die Einführung des Frauenstimm- und Wahlrechts im Landtag einstimmig beschlossen. Im Februar 1971 wurde dieser Verfassungsgesetzentwurf jedoch von den stimmberechtigten Männern per Referendum bei einer Stimmbeteiligung von 85,9 % mit 1897 (51 %) gegen 1816 Stimmen (48,9 %) knapp abgelehnt. Als Erklärung für dieses vom Landtagsbeschluss abweichende Ergebnis wurden parteipolitische Rivalitäten zwischen der FBP und der Vaterländischen Union (VU), die erstmals 1970 die Landtagswahl gewonnen hatte, angeführt. Ausserdem zeigte das Wahlresultat, dass die Mehrheit der Männer in Liechtenstein noch nicht bereit war, ihre Wahlmacht und Privilegien aufzugeben.
Kurz darauf gingen zum ersten Mal eine kleine Anzahl von liechtensteinischen Frauen auf die Strassen, um für ihre Rechte zu demonstrieren. Wenige Tage später marschierten auch die gymnasialen Schülerinnen und Schüler durch die Hauptstrasse von Vaduz, wurden aber von Frauenstimmrechtsgegnern, die teilweise «nazistisches Gedankengut» von sich gaben, heftig angegriffen und beschimpft. Wieder kam die Problematik Ausländerfeindlichkeit zum Vorschein.
Fast gleichzeitig wurde im Februar 1971 in der Schweiz durch eine Volksabstimmung, an der nur männliche Stimmberechtigten teilnehmen durften, und mit über 65 % der Stimmen das Frauenstimmrecht in der Schweiz eingeführt. Somit war Liechtenstein der allerletzte Staat in Europa, der Frauen gleiche politische Rechte verweigerte.

### Volksabstimmung 1973
Ab 1972 trafen sich Vertreter der neu formierten «Arbeitsgruppe für die Frau» mit Vertretern beider Fraktionen (FBP und VU) sowie der Parteijugend. Ein erneuter Anlauf zur Volksabstimmung wurde auf dieser politischen Ebene klar befürwortet. Allerdings gab es auch eine Gegenbewegung, die mit Flugblättern dagegenwirkte. Die Arbeitsgruppe und ihre Verbündeten hatten aber bewusst dafür entschieden, keine Öffentlichkeitskampagne mit Plakaten zu führen.
Am 19. Oktober 1972 wurde ein Antrag auf Einführung des Frauenstimmrechts gemeinsam von der FBP und VU im Landtag eingereicht. Dort wurden insbesondere die aussenpolitischen Dimensionen des Themas zur Sprache gebracht, denn Liechtenstein besass als Kleinstaat nur den Beobachterstatus (bis 1978) beim Europarat und war noch nicht Mitglied der Vereinten Nationen. Dass diese politischen und wirtschaftlichen Aspekte für die Regierung des Landes eine Rolle spielten, wurde vom Regierungsrat Walter Oehry in der Tageszeitung Liechtensteiner Vaterland am 8. Februar 1973, nur einem Tag vor der Abstimmung, klar ausgedrückt:

«Ich glaube, die meisten haben erkannt, dass das Frauenstimmrecht keine Laune der Frauen ist, sondern dass für unser Land sehr viel davon abhängt. Wenn wir nicht rechts und links schauen müssten, könnte es uns noch eher gleich sein, wie die Abstimmung ausgeht. Aber man glaubt unseren Versuchen nicht mehr, uns als fortschrittlichen Staat mit lebendiger Demokratie auszugeben. Für das Ansehen unseres Landes in der Welt wäre das ein schwerer Rückschlag.»

Der Rückschlag stellte sich deutlich nach der Abstimmung am 9./11. Februar 1973 mit 55,9 % der Stimmen (bei einer Wahlbeteiligung von 86 %) für die Ablehnung eines entsprechenden Verfassungsgesetzes ein. Mit 451 Nein-Stimmen im Vergleich zu den 81 Nein-Stimmen im Jahr 1971 war die Niederlage besonders stark und zeigte, dass eine Vielzahl der Liechtensteiner noch nicht bereit war, ihre überkommenen patriarchalen Einstellungen aufzugeben. Wie in der Schweiz wurde daraufhin die Strategie gewechselt und politische Gleichberechtigung im kleineren Rahmen angestrebt.

## Wahl- und Stimmrecht auf Gemeindeebene
Mit der Verfassungsänderung vom 7. Juli 1976 erhielten die elf Gemeinden des Landes das Recht, über das Frauenstimmrecht abzustimmen und es auf Gemeindeebene einzuführen. Es dauerte insgesamt zehn Jahre, bis am 20. April 1986 die letzten drei Gemeinden dem Beispiel von Vaduz folgten. Die Gemeinde Schaan brauchte sogar mit Abstimmungen in den Jahren 1981 und 1984 zwei Anläufe dazu.
| Datum                          | Gemeinde           | Ja-Stimmen | Nein-Stimmen |
| ------------------------------ | ------------------ | ---------- | ------------ |
| 17./19. September 1976         | Vaduz              | 315        | 265          |
| 9. Mai 1980                    | Gamprin            | 90         | 62           |
| 23./25. Oktober 1981           | Schaan (abgelehnt) | 270        | 384          |
| 8. Dezember 1983               | Planken            | 34         | 15           |
| 11. Dezember 1983              | Ruggell            | 144        | 115          |
| 11. Dezember 1983              | Schellenberg       | 75         | 59           |
| 13./15. Januar 1984            | Eschen             | 275        | 267          |
| 30. Juni / 1. Juli 1984        | Schaan             | 404        | 331          |
| 30. August / 1. September 1985 | Mauren             | 196        | 187          |
| 20. April 1986                 | Balzers            | 325        | 263          |
| 20. April 1986                 | Triesen            | 249        | 221          |
| 20. April 1986                 | Triesenberg        | 235        | 207          |

## Die erfolgreiche 3. Männerabstimmung von 1984
Wie in den vorangegangenen Jahren waren Befürworter des Frauenstimmrechts darüber uneinig, welche Vorgehensweise zu Erfolg führen könnte. Der Argumentation der «Aktion Dornröschen», dass das Wahl- und Stimmrecht ein Grundrecht sei, entgegneten Vertreter des Landtags mit einem Hinweis auf den erforderlichen demokratischen Prozess. Der Versuch, Gleichberechtigung per Gesetz durch einen Landtagsbeschluss zu verwirklichen, wurde mit 7:8 Stimmen der Landtagsvertreter im Dezember 1983 abgelehnt. Während die Oppositionspartei FBP noch im April 1984 an dem Wunsch eines Landtagsbeschlusses festhielt, bestand die VU darauf, eine Männerabstimmung durchzuführen. Der Landtagspräsident Karlheinz Ritter (VU) bezeichnete die Männerabstimmung sogar als eine «zutiefst demokratische Entscheidung».
Auf das am 11. April 1984 vom Landtag verabschiedete Verfassungsgesetz zur Einführung des Frauenstimm- und Wahlrechts folgte am 29. Juni und 1. Juli 1984 eine dritte Männerabstimmung. Obwohl beide Parteien sich dafür starkmachten, fiel das Resultat bescheiden aus: mit 2370 Ja-Stimmen (51,3 %) zu 2251 Nein-Stimmen (48,7 %) bei einer Wahlbeteiligung von 86,2 % wurde die Verfassung um Artikel 29 Absatz 2 ergänzt und damit die politische Gleichberechtigung auf Landesebene mit einem Gesamtdifferenz von nur 119 Stimmen eingeführt. Der Stimmenunterschied in einem der beiden liechtensteinischen Wahlkreise, Unterland (zu dem die Gemeinden Ruggell, Schellenberg, Gamprin, Eschen und Mauren gehören), betrug nur drei Stimmen.

## Gesellschaftliche Auswirkungen
Die Einführung des Stimm- und Wahlrechts für Frauen war ein Teilerfolg. Erst im Jahr 1992 wurde durch eine Umschreibung des Artikels 31 der Verfassung explizit gesagt, dass Mann und Frau gleichberechtigt sind. Ein Gleichstellungsgesetz wurde 1999 verabschiedet.

## Frauen in politischen Ämtern
Nach Erhalt des passiven Wahlrechts stand der Weg für Frauen offen, in die aktive Politik zu gehen und als gewählte Volksvertreterinnen ein Amt auszuüben.
Auf Gemeindeebene bekamen im Jahr 1983 drei Frauen Gemeinderatssitze in den Gemeinden Vaduz und Gamprin. In der Gemeinde Gamprin war Maria Marxer die erste Frau in Liechtenstein, die 1991 als Gemeindevorsteherin gewählt wurde.
Bei der ersten Landtagswahl nach 1984 wurde Emma Eigenmann im Jahr 1986 als einzige Frau in den damals 15-köpfigen Landtag gewählt. Im Jahr 1989 wurde sie in den nun 25-köpfigen Landtag nochmals als einzige weibliche Abgeordnete wiedergewählt. Ab dem Jahr 1993 gehörten Renate Wohlwend und Ingrid Hassler-Gerner dem liechtensteinischen Landtag an. Somit stand der Frauenanteil des Landtages bei 8 %. In der Legislaturperiode 2009 bis 2013 sassen sechs Frauen im Landtag, die höchste Zahl bis dahin. 2013 bis 2017 sank die Zahl der weiblichen Abgeordneten auf fünf, 2017 bis 2021 betrug sie sogar nur noch drei. In der Legislaturperiode 2021–2025 gehören nun jedoch sieben Frauen dem Landtag an. Seit 2009 wurde in jeder Legislaturperiode eine Frau zur Vizepräsidentin des Landtags gewählt.
Als höchstes Legislativorgan hat der Landtag die Aufgabe, dem Fürsten eine aus fünf Personen bestehenden Regierung (als Exekutivorgan) vorzuschlagen. Bis 2019 wurde noch nie eine Frau als Regierungschef ernannt. Unter den vier Regierungsräten der jeweiligen Regierungen waren seit 1993 sieben Frauen im Amt. Am 2. Juli 2019 wurde Aurelia Frick, die seit 2009 Mitglied in drei Regierungen war, vom Landtag das Vertrauen entzogen und vom Amt abberufen.
Seit 2021 hat die Regierung mit Sabine Monauni, Graziella Marok-Wachter und Dominique Hasler-Gantenbein erstmals eine Frauenmehrheit.